# Hàmster comú
L'hàmster comú (Cricetus cricetus) és una espècie d'hàmster originària d'Europa. Generalment es troba en terres de conreu a baixa altitud, riques en margues argiloses o loess, tot i que també pot viure a praderies, jardins i landes. Sovint se'l considera una plaga agrícola, però també se'l caça per la pell. El seu àmbit de distribució s'estén des de Bèlgica (on n'hi ha una important població a Berthen) i Alsàcia a l'oest fins a Rússia a l'est i Romania al sud. El 2007, la Comissió Europea amenaçà França amb una multa de 17 milions d'euros per no protegir l'última colònia d'hàmsters comuns que quedava a l'Europa Occidental.